# Médéa
Médéa (arabiska المدية) är en stad och kommun i norra Algeriet och är administrativ huvudort för en provins med samma namn. Folkmängden i kommunen uppgick till 138 355 invånare vid folkräkningen 2008, varav 136 822 invånare bodde i centralorten.